# George Eells
George Eells (* 20. Januar 1922 in Winslow, Stephenson County, Illinois; † 1. Januar 1995 in New York) war ein US-amerikanischer Autor.

## Leben
Eells studierte an der Northwestern University und der Columbia University. Ab 1945 arbeitete in New York bei der Sonntagszeitung Parade als Redakteur für Entertainment. Später war er Redakteur bei Look und Theater Arts sowie bei Signature, dem Kundenmagazin von Diners Club.
Ab 1967 veröffentlichte er eine Anzahl von Biografien, vor allem über Stars des klassischen Hollywood. 1985 drehte Gus Trikonis nach der von Eells verfassten Doppelbiografie Hedda and Louella den Fernsehfilm Verrücktes Hollywood (Malice in Wonderland) mit Jane Alexander und Elizabeth Taylor in den Hauptrollen.
Außerdem schrieb Eells in den frühen 1970ern (und erneut im Jahr 1984) Drehbücher für Ralph Edwards’ Fernsehshow This Is Your Life.
Eells starb Anfang 1995 an einer Lungenentzündung, der Folge einer Gehirnoperation im Juni zuvor. Sein langjähriger Lebensgefährte, der Dramatiker Aurand Harris (1915–1996) verstarb ein Jahr später.

## Werke
- The life that late he led. A biography of Cole Porter. Putnam, New York 1967.
- Hedda and Louella. Putnam, New York 1972.
- Ginger, Loretta and Irene who? Putnam, New York 1976, ISBN 0-399-11822-5. (über Ginger Rogers, Miriam Hopkins, Ruth Etting, Kay Francis, Loretta Young und Irene Bentley)
- mit Ethel Merman: Merman: An autobiography. Simon & Schuster, New York 1978, ISBN 0-671-22712-2.
- mit Anita O’Day: High times, hard times. Putnam, New York 1981, ISBN 0-399-12505-1.
- mit Stanley Musgrove: Mae West: A biography. Morrow, New York 1982, ISBN 0-688-00816-X.
- Robert Mitchum: A biography. Watts, New York 1984, ISBN 0-531-09836-2.
- Final Gig. The man behind the murder. Harcourt Brace Jovanovich, San Diego 1991, ISBN 0-15-130986-8.